# Eugene McCarthy

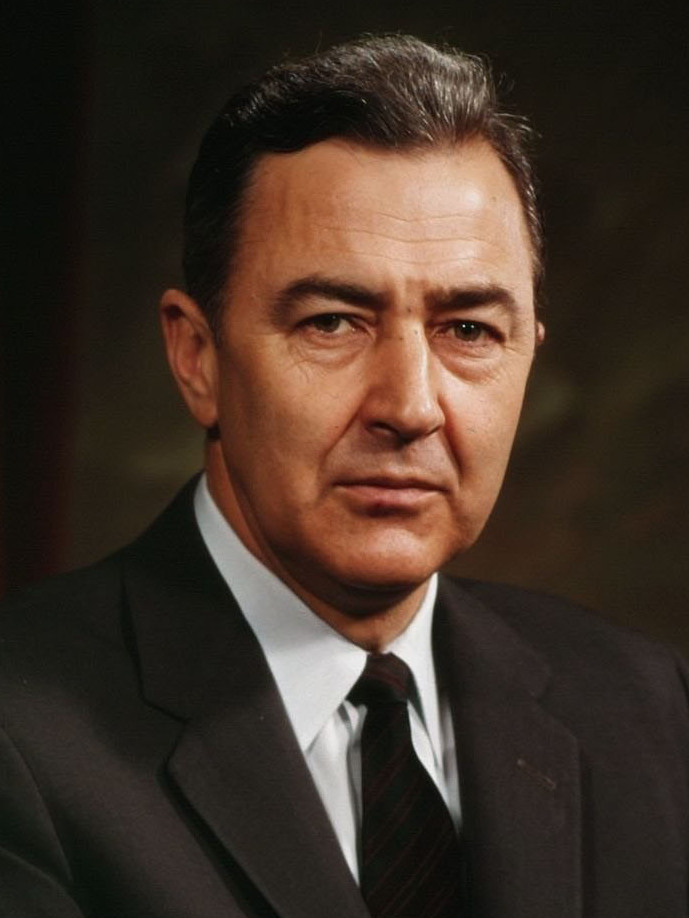
Eugene McCarthy

Eugene Joseph McCarthy (Watkins (Minnesota), 29 maart 1916 -  Washington D.C., 10 december 2005) was een Amerikaans politicus en senator van Minnesota.
Voordat hij politiek actief was, was hij docent economie en biologie. Hij werd voor het eerst in het Huis van Afgevaardigden gekozen in 1948 en tien jaar later in de Senaat. McCarthy behoorde tot de linkervleugel van de Democraten.
Hij behaalde in 1968 bij de voorverkiezingen in New Hampshire een grote overwinning op president Lyndon B. Johnson, profiterend van de groeiende oppositie tegen de Vietnamoorlog. Johnson trok daarop zijn kandidatuur in, wat hoogst ongebruikelijk is voor een zittende president. McCarthy haalde uiteindelijk maar 23 procent van de stemmen op de conventie van de Democratische Partij in Chicago, waarbij Hubert Humphrey de Democratische presidentskandidaat werd.
McCarthy was opnieuw tevergeefs kandidaat voor de presidentsverkiezingen van 1972, 1976, 1988 en 1992.
Hij was in de jaren 60 een fel tegenstander van de oorlog in Vietnam en na de aanslagen van 11 september 2001 beweerde hij dat de VS zich nooit wat van het lot van de Palestijnen hadden aangetrokken. Verder was hij een tegenstander van president Bush junior.